# Meruert Kamalidenova
Meruert Kamalidenova ( cazaque : Меруерт Камалиденова ; nascida em 3 de agosto de 2005) é uma enxadrista cazaque que detém o título de Grande Mestre Feminina (2023). Vencedora do Campeonato Mundial de Xadrez Juvenil e Cadete Sub 14 (2019).

## Carreira
Meruert Kamalidenova foi vencedora múltipla do Campeonato Juvenil de Xadrez do Cazaquistão em várias faixas etárias. Ela representou repetidamente o Cazaquistão no Campeonato Mundial e Asiático de Xadrez Juvenil em várias faixas etárias, onde venceu o Campeonato Mundial Juvenil de Xadrez Sub-14 feminino (2019),  Campeonato Asiático Juvenil de Xadrez Sub-12 feminino (2017)  e Campeonato Asiático Juvenil de Xadrez Sub-14 feminino (2018).
Em 2022, ganhou o bronze pelo Cazaquistão nos Jogos Asiáticos.
Em setembro de 2024 venceu o torneio fechado  Karaganda Akim Cup a frente de 7 Grande Mestres, fazendo uma norma de GM no processo.